# Charles De Wolf Brownell

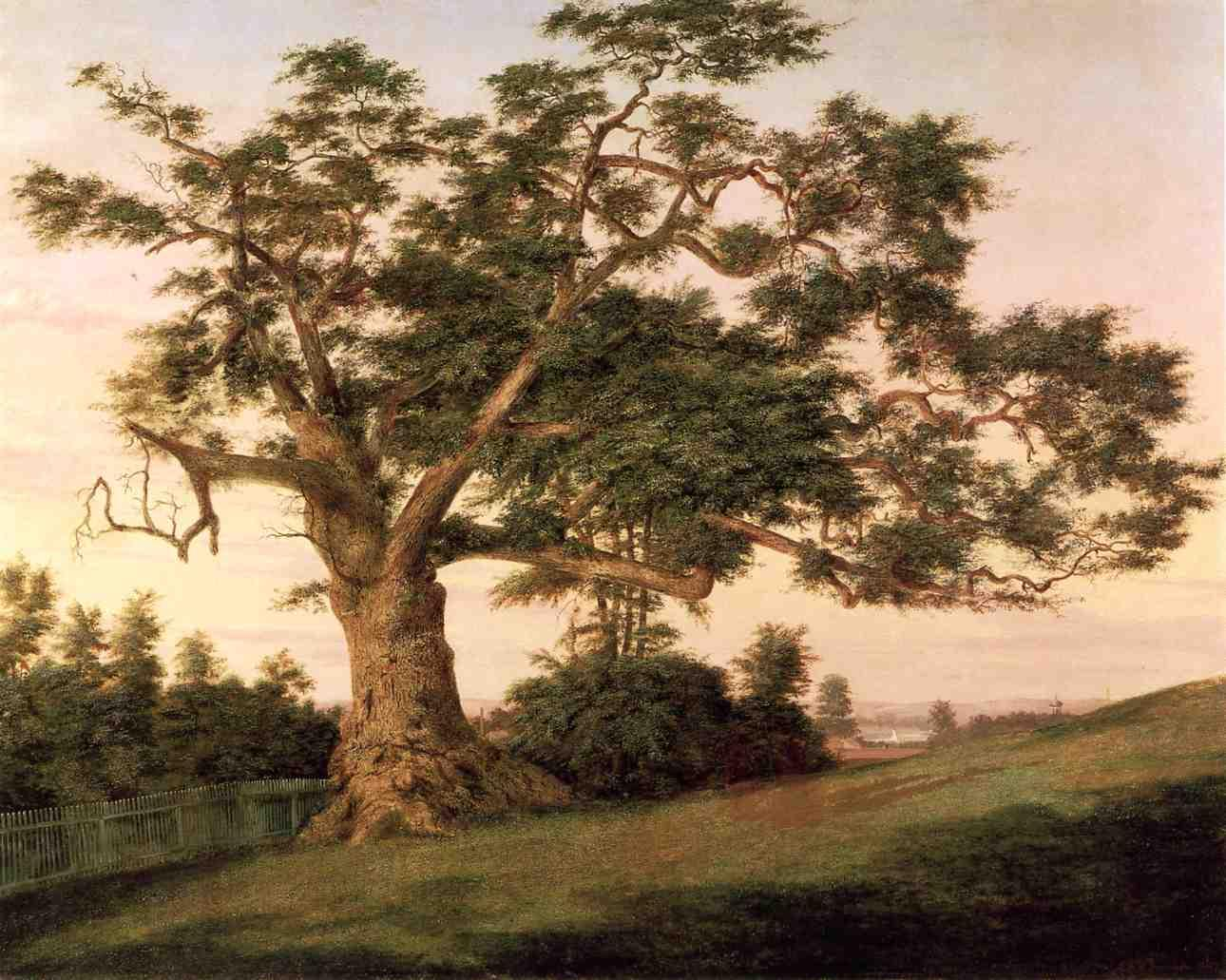
The Charter Oak, 1857. Das Bild entstand ein Jahr, nachdem der Baum von einem Sturm gefällt worden war

Charles De Wolf Brownell, auch: Charles DeWolf Brownell, (* 6. Februar 1822 in Providence, Rhode Island; † 6. Juni 1909 in Bristol, Rhode Island) war ein amerikanischer Maler.
Der vor allem für seine Landschaftsansichten bekannte Künstler stand zunächst den Malern der Hudson River School nahe und bereiste neben Europa, verschiedene Regionen Nord- und Südamerikas. Neben Ansichten seiner Heimat Neuengland gehören Gemälde mit tropischen Motiven zu seinem Werk.

## Leben

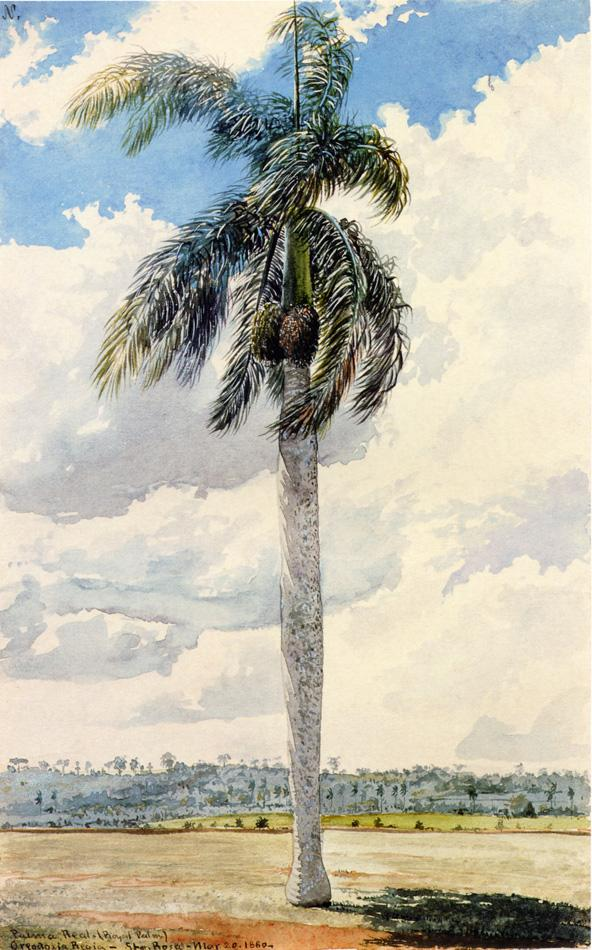
Royal Palm, 1860 auf Kuba entstanden

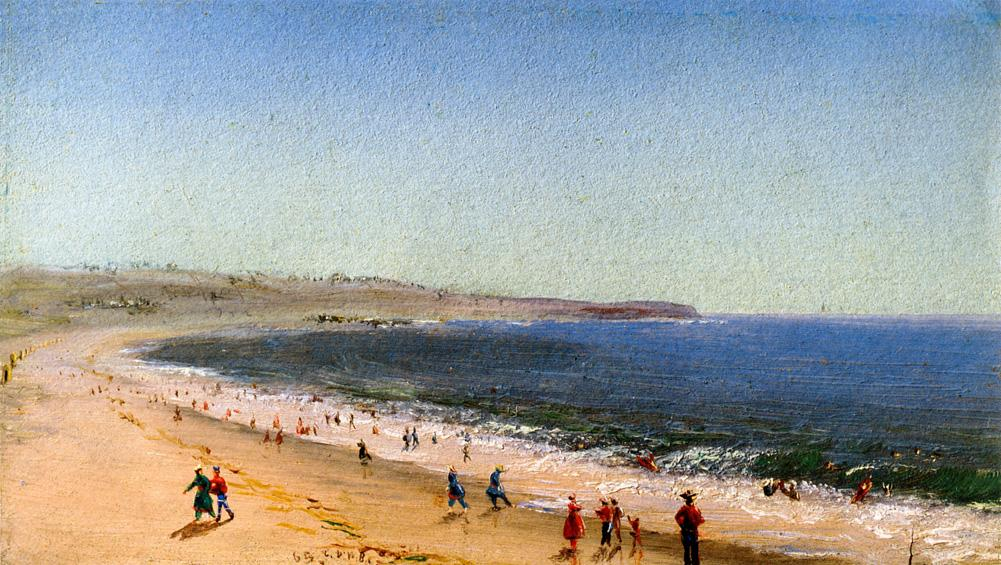
Easton’s Beach, Newport, Rhode Island, 1865 entstanden bei Segeltouren des Künstlers

Charles Brownell kam 1822 als drittes von sechs Kindern des Arztes Pardon Brownell (1788–1846) und seiner Frau Lucia Emilia DeWolf (1796–1884) in Providence zur Welt. Die Eltern stammten aus wohlhabenden und alteingesessenen Familien Rhode Islands. Als Charles Brownell zwei Jahre alt war, zog die Familie nach East Hartford in Connecticut. Hier wuchs er auf und besuchte die Schule. Anschließend studierte er Jura und ließ sich 1843 als Rechtsanwalt in Hartford nieder. Er lebte hier in einem Haus direkt gegenüber der Charter Oak, eines für die Geschichte Connecticuts symbolträchtigen Baumes, welcher 1857 als Motiv für eines seiner bekanntesten Bilder diente – zuvor war diese alte Eiche bereits von Ralph Earl (um 1790), Thomas Cole (undatierte Skizze) sowie mindestens dreimal von Frederic Edwin Church (um 1845) „porträtiert“ worden.
Nach wenigen Jahren gab Brownell den Rechtsanwaltsberuf wieder auf und lebte 1848–1849 in Liberty (Virginia) und 1850 in Alexandria (Louisiana). 1852 veröffentlichte er das Buch The Indian Races of North and South America, eine umfangreiche und illustrierte Abhandlung über die indigenen Völker Nord- und Südamerikas, die in den folgenden Jahren mehrfach neu aufgelegt wurde.
Etwa zu Beginn der 1850er Jahre begann er während Ausflügen in das Tal des Connecticut River mit dem Zeichnen von Landschaftsmotiven. Brownell studierte wenig später Malerei in Hartford bei Julius Busch (1821–1858) und Joseph Ropes (1812–1885) und schloss die Ausbildung 1854 mit dem Master of Arts am Trinity College (Hartford) ab. Im Folgejahr
zeigte er seine erste Arbeiten in der Ausstellung der Hartford Agricultural Society. Ab 1856 verbrachte er mehrere Winter auf Kuba, wo er vom Reiz der exotischen Vegetation angeregt, wiederholt Landschaftsbilder und Studien mit tropische Motive fertigte.
1860 ließ sich Brownell in New York City nieder, bezog ein Atelier und reichte 1861 und 1862 mehrere Werke zu den Ausstellungen der National Academy of Design ein. Er traf in der Stadt bedeutende Vertreter der Hudson River School, wie Frederic Edwin Church und John Frederick Kensett, die sich wie Brownell überwiegend der Landschaftsmalerei widmeten. Er unternahm in dieser Zeit als begeisterter Segler mehrere Bootsreisen in die Narragansett Bay in Rhode Island, wo einige seiner bekannten Küstenbilder entstanden.
Brownell heiratete 1865 Henrietta Knowlton Angell Pierce (1837–1897), die sich zuvor von ihrem ersten Ehemann Dr. George A. Pierce hatte scheiden lassen. Aus dieser ersten Ehe hatte sie bereits zwei Kinder, aus der Ehe mit Brownell gingen zwischen 1866 und 1876 vier gemeinsame Kinder hervor. Das Familie lebte zwar überwiegend in Bristol (Rhode Island), dem Heimatort seiner Frau, jedoch unterbrach er die Aufenthalte immer wieder für ausgedehnte Reisen. So brach die Familie 1871 zu einer mehrjährigen Europareise auf, von der sie erst 1877, nach einem Abstecher nach Ägypten, in die Vereinigten Staaten zurückkehrten. In Europa studierte Brownell die Werke der dortigen Künstler und schuf zahlreiche eigene Werke. Auch in den folgenden Jahrzehnten begab sich Brownell häufig auf Reisen. So hielt er sich Mexiko auf, besuchte Jamaika und Südamerika.
Im Gesamtwerk des Künstlers spiegeln sich die Erfahrungen der zahlreichen Reisen. Brownell hatte ein leidenschaftliches Interesse an der Natur und sein intensive Beobachtung der unterschiedlichen Landschaften findet sich in seinen Werken mit einer an wissenschaftlicher Genauigkeit grenzenden Detailwiedergabe. Brownell starb 1909 und ist auf dem Juniper Hill Cemetery in Bristol bestattet.

## Schriften
- The Indian Races of North and South America; Comprising an Account of the Principal Aboriginal Races, a Description of Their National Customs, Mythology, and Religious Ceremonies, the History of Their Most Powerful Tribes, and of Their Most Celebrated Chiefs and Warriors, Their Intercourse and Wars with the European Settlers, and a Great Variety of Anecdote and Description, Illustrative of Personal and National Character. Dayton and Wentworth, Boston 1853, Textarchiv – Internet Archive.